# (78434) Dyer
(78434) Dyer (2002 QL58) – planetoida z grupy pasa głównego asteroid okrążająca Słońce w ciągu 4,65 lat w średniej odległości 2,78 j.a. Odkryta 17 sierpnia 2002 roku.